# Bezvodivka, Icinea
Bezvodivka (în ucraineană Безводівка) este un sat în orașul raional Icinea din regiunea Cernihiv, Ucraina.